# Czaple Stare

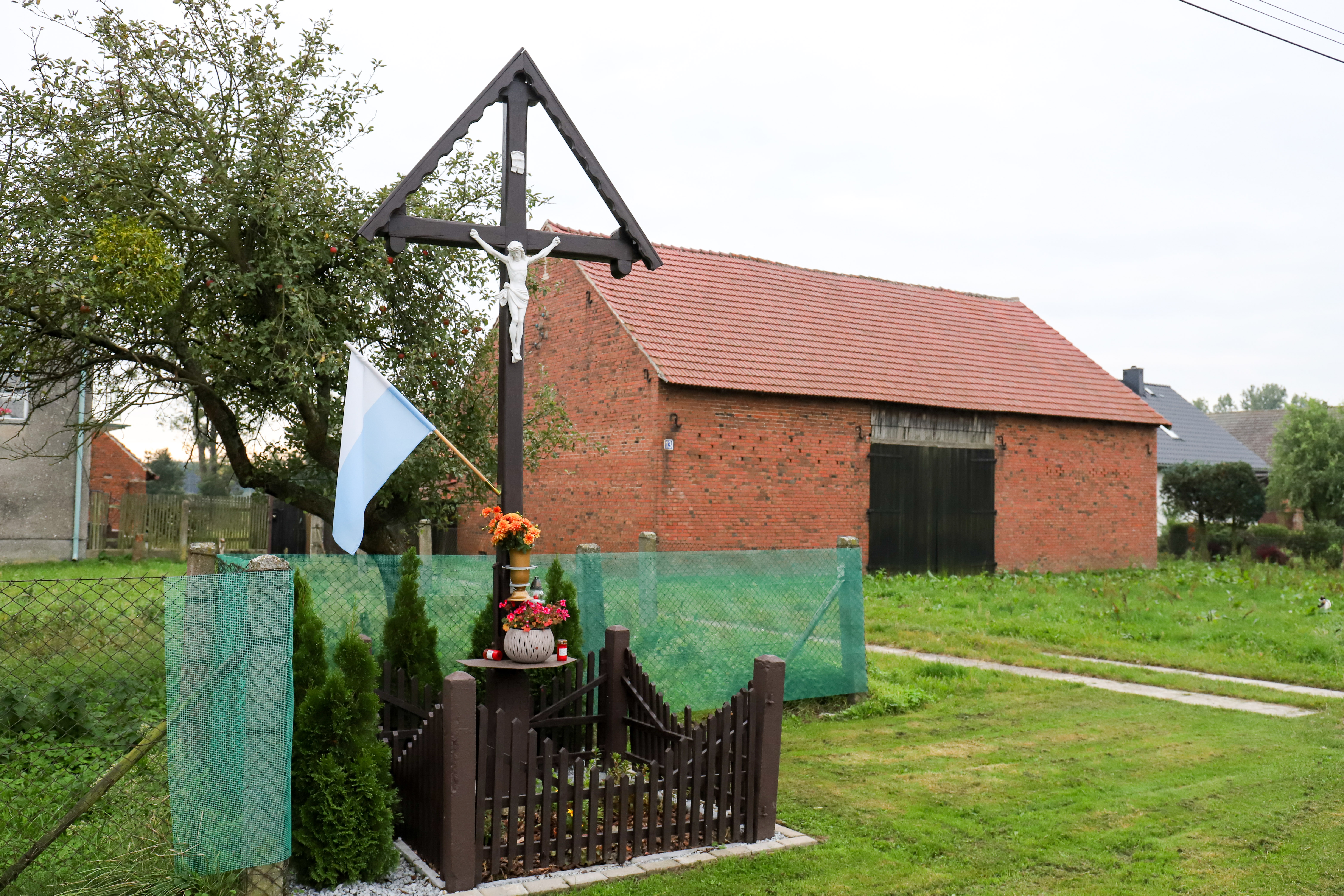
Wegkreuz im Dorf

Czaple Stare (deutsch Alt Tschapel) ist ein Ort der Gmina Kluczbork in der Woiwodschaft Opole in Polen.

## Geographie
Czaple Stare liegt im nordwestlichen Teil Oberschlesiens im Kreuzburger Land. Das Dorf liegt rund sieben Kilometer westlich vom Gemeindesitz Kluczbork und etwa 52 Kilometer nordöstlich der Woiwodschaftshauptstadt Opole.
Czaple Stare liegt am Stober und an der Baryczka (Bartsch-Bach). Nördlich des Dorfes verläuft die überörtliche Landesstraße Droga krajowa 42.
Nachbarorte von Czaple Stare sind im Nordosten Smardy Dolne (Nieder Schmardt), im Osten Ligota Dolna (Nieder Ellguth), im Süden Bogacica (Bodland) und im Westen Markotów Duży (Margsdorf).

## Geschichte
Das Dorf wurde 1261 erstmals als Schaple erwähnt. 1274 wurde das Dorf als Sczepil erwähnt.
1845 befanden sich im Dorf ein Vorwerk sowie weitere 19 Häuser. Im gleichen Jahr lebten in Alt Tschapel 147 Menschen, davon 31 evangelisch. 1874 wird der Amtsbezirk Nieder Ellguth gegründet, zu dem Alt Tschapel zählt. 1888 leben im Dorf 155 Menschen.
1933 lebten in Alt Tschapel 160 Menschen. Am 27. Mai 1936 wurde das Dorf in Stobertal umbenannt. 1939 hatte Stobertal 162 Einwohner. Bis 1945 gehörte das Dorf zum Landkreis Kreuzburg O.S.
Als Folge des Zweiten Weltkriegs fiel Stobertal 1945 wie der größte Teil Schlesiens an Polen Nachfolgend wurde der Ort in Stare Czaple umbenannt und der Woiwodschaft Schlesien angeschlossen. 1950 wurde es der Woiwodschaft Opole eingegliedert. 1999 kam der Ort zum neu gegründeten Powiat Kluczborski (Kreis Kreuzburg).
Zum 1. Januar 2019 wurde der Dorfname von Stare Czaple in Czaple Stare geändert.